# Anglo-American Motors
Anglo-American Motors Ltd. war ein kanadischer Hersteller von Automobilen.

## Unternehmensgeschichte
Der Franzose François Richard, der in den USA die La Marne Motor Company geleitet hatte, gründete 1920 das Unternehmen in Trenton, heute einem Teil von Quinte West. Er begann mit der Produktion von Automobilen. Der Markenname lautete La Marne. 1921 endete die Produktion. Nach August 1921 verliert sich die Spur des Unternehmens.

## Fahrzeuge
Ein Modell hatte einen Vierzylindermotor. Das Fahrgestell hatte 116 Zoll (etwa 295 cm) Radstand. Der Neupreis betrug 975 Kanadische Dollar.
Gemäß einer anderen Quelle wurde 1920 auf einer Automobilausstellung ein wesentlich größeres Modell präsentiert. Es hatte einen Achtzylinder-Reihenmotor mit OHC-Ventilsteuerung und 85 PS Leistung. Für eine siebensitzige Pullman-Limousine ist ein Leergewicht von etwa 1320 kg und ein Preis von 3000 Kanadischen Dollar genannt.